# Graminicola
Genre
Graminicola est un genre de passereaux de la famille des Pellorneidae.

## Liste des espèces
D'après la classification de référence (version 2.11, 2012) du Congrès ornithologique international (ordre phylogénique) :
- Graminicola bengalensis – Grande Graminicole ;
- Graminicola striatus – (?).

## Systématique
G. striatus était considérée auparavant comme une sous-espèce de G. bengalensis. Mais depuis la version 2.11 de la classification de référence du Congrès ornithologique international, G. striatus est traitée comme une espèce à part entière.
La Grande Graminicole (G. bengalensis) a longtemps été la seule représentante du genre Graminicola, et son placement taxinomique sujet à beaucoup de discussions. Ainsi elle a été membre de la famille des Sylviidae puis de celles des Timaliidae avant d'être placée dans la nouvelle famille des Pellorneidae.